# Pseudonidistus
Pseudonidistus är ett släkte av skalbaggar. Pseudonidistus ingår i familjen vivlar.
Kladogram enligt Catalogue of Life:
| Pseudonidistus | \| \| Pseudonidistus calviceps \| \| \| \| \| \| Pseudonidistus cordatus \| \| \| \| |
|                | \| \| Pseudonidistus calviceps \| \| \| \| \| \| Pseudonidistus cordatus \| \| \| \| |
|                | Pseudonidistus calviceps                                                             |
|                |                                                                                      |
|                | Pseudonidistus cordatus                                                              |
|                |                                                                                      |